# Let love be your destiny
『let love be your destiny』（レット・ラブ・ビー・ユア・デスティニー）は、2002年に発表されたbice（ビーチェ）の2枚目のフル・アルバムである。タイトルには「愛は運命を導いてくれる」の意が込められている。

## 概要
前作『Nectar』（2001年）が長期に渡るスタジオ録音による整然とした作品であったのに対し、本作ではその80%（ドラムスのみ別録音）が自室で彼女自身がエンジニアリングをこなしながらハードディスク・レコーディングされていることに大きな違いがある。本人の言によれば「ベッドルームアシッドフォーク」的な性質を持った、完成形の一歩手前を目指した作品であるという。
かねてから抱いていた、スタジオで制作を進める中で、ミュージシャンとのコミュニケーション面における小さな妥協の積み重ねなどにより、段々意図していない方向へニュアンスが変化したり、楽曲が本来持っていた良さが失われていっているのではないかという疑念や不満を解消すべく、デモ段階での好感触を残しつつ、リスナーの鑑賞に堪えうるレベルに仕上げるため、PCディスプレイ上で楽譜を表示しながら、自身の打ち込み通り一音一フレーズから忠実にミュージシャンに再現してもらい、楽器による演奏に差し替えるという、bice本人と参加ミュージシャン双方にとって根気の要る手法が採られた。
ほとんど全てを自身のコントロール下に置いた徹底した音作りでありながら、自宅録音ならではのノイズをそのまま生かす、ボーカルも曲のニュアンスを最重要視し、上手く歌えていないテイクや箇所をあえて選択する、一旦家でミックスした音源をアナログテープに落とし、シャリシャリしたデジタル感を緩和する、など周到な作業によって、息苦しさを感じさせない、ラフな雰囲気を生み出している。
発売当時、批評家からは、その実験的な試みや、過去から同時代の音楽を幅広く消化した豊かな音楽性、また一段と成長を見せたボーカリストとしての表現力などが高い評価を得たものの、目立ったセールスを上げることはできず、本作をもって徳間ジャパンを離れ、以後しばらくは劇伴や楽曲提供など裏方の活動にほぼ専念することになるが、後年 Columbia readymade（当時）レーベルのプロデューサー、小西康陽が前作及び本作を高く評価したことが、シンガーソングライターとしての復帰作にして最後のアルバム（2010年7月に急逝したため）となった『かなえられない恋のために』（2008年）リリースへと繋がった。またbice自身は本作を自身の最高傑作であると位置づけていた。
2016年12月7日、アナログ盤のみ初回生産限定300枚で再発売され（徳間ジャパン/JET SET JSLP072）、小西康陽が「美少女だった。メロディメイカーだった。天才だった。これは彼女の二枚目の傑作」との推薦コメントを寄せている。

## 収録曲
再発売のアナログ盤では楽曲の＃1から＃6までがA面に、＃7から＃11までがB面に収録されている。
1. Talk Talk
  - 作詞: bice & Ayuo[11]、作曲・編曲: bice

・ほぼデモテープと変わらない状態[2]。
2. The Girl In The Letters 
  - 作詞: bice & Ayuo、作曲・編曲: bice

・コンピレーション盤『Grand Cross 1999』（1999年）収録の初期バージョンとは異なる編曲、ボーカルとなっている。
3. Cloudy Sky - 先行シングルとして同年2月27日に発売。
  - 作詞: 松本隆、作曲・編曲: bice
4. blossom diary
  - 作詞・作曲・編曲: bice

・タイトルは米国のジャズ歌手ブロッサム・ディアリーの名前の綴りを間違って覚えていたこと、桜が満開の頃のイメージ、今回のレコーディング方法がまるで日記をつけているようだったとの思いなどをかけ合わせたもの[1]。
5. Linsey de Butterfly
  - 作詞・作曲・編曲: bice

・英国の女性シンガーソングライター、リンジー・ディ・ポール (Lynsey de Paul) をイメージして作られた[3]。
6. Slow dive
  - 作詞・作曲・編曲: bice
7. Walking in the rain
  - 作詞・作曲・編曲: bice
8. ハムラビラヴ
  - 作詞・作曲・編曲: bice
9. 私とポールの事
  - 作詞・作曲・編曲: bice

・NHKデジタルハイビジョンのキャンペーン・ソングとして作曲。
10. 悲しき鳥
  - 作詞・作曲・編曲: bice
11. 包んであげる
  - 作詞: 松本隆、作曲: bice （編曲クレジットなし）

## 参加ミュージシャン
- bice - ボーカル、プログラミング、ベース、ローズ・ピアノ、A.ピアノ、A.ギター、E.ギター、ハモンドオルガン、タンブリン、アコーディオン
- 河村智康 - ドラムス
- 小松茂（シゲル） - ドラムス、ティンパニ
- 須川基 - ドラムス
- 千ヶ崎学 - ベース
- 永田太郎 - E.ギター、A.ギター
- 松井敬治 - E.ベース、ウッド・ベース
- 松浦洋子 - フルート
- Jimmy - E.ギター、ベース、A.ギター
- LPchep3 - 第1、第2ヴァイオリン、ヴィオラ
- 下山田珠実 - チェロ

## エンジニア、その他スタッフ
- 多田聖樹 -  録音、ミキシング
- 前田もとひこ - 録音、ミキシング
- 近藤祥昭 - 録音
- 高山徹 - ミキシング
- 山本史樹 - 録音
- 唐司真 (バーニー・グランドマン・マスタリング) - マスタリング
- 田中謙次 (Scuba-Dive Graphics) - アート・ワーク
- 奥本昭久 - ジャケット写真 撮影
- 羽金知美 - ブックレット、裏ジャケット写真 撮影